# Edison Mafla
Edison Mafla (Florida, Valle del Cauca, 13 de agosto de 1971) es un exfutbolista colombiano que jugaba como volante. Jugó en clubes de Colombia, España, Perú y Chile. Fue un jugador especialista en los tiros libres, destacado por la efectividad que tenía al pegarle con la zurda.
El Guigo, como es conocido popularmente, fue un jugador importante en los clubes colombianos Deportivo Cali, Santa Fe y América de Cali; también hizo parte de algunas selecciones Colombia, entre las que se destacan su participación en la Sub-23 de 1994 con la que ganó la Copa de las Américas siendo goleador del torneo; a nivel internacional defendió las camisetas de importantes clubes de América y Europa.

## Trayectoria
Inició su carrera en el Deportivo Cali en 1991 donde empezó a mostrarse. En el verdiblanco se mantuvo hasta 1997. Mafla fue determinante en la memorable campaña que realizó el Deportivo Cali bajo la orientación de Fernando 'Pecoso' Castro y que terminó a mediados de 1996 con la sexta estrella para la institución azucarera, fue el goleador del equipo con 33 anotaciones.
Luego comenzaría su carrera internacional en Villarreal de España donde solo jugó un partido, y posteriormente en la Universidad de Chile, para regresar a Colombia y seguir como figura en Independiente Santa Fe en la temporada 2000, donde colaboró en la destacada participación de el León. En la temporada siguiente fichó para América de Cali y aunque llegó resistido por la hinchada obtuvo 2 títulos en 2001 y 2002.
Después tuvo un importante periplo por el extranjero hasta su retiro del fútbol profesional en 2005.

## Clubes
| Club                      | País     | Año       |
| ------------------------- | -------- | --------- |
| Deportivo Cali            | Colombia | 1991-1997 |
| Villarreal Club de Fútbol | España   | 1997-1998 |
| Universidad de Chile      | Chile    | 1998-1999 |
| Deportivo Cali            | Colombia | 1999      |
| Independiente Santa Fe    | Colombia | 2000      |
| América de Cali           | Colombia | 2001-2002 |
| Alianza Lima              | Perú     | 2003      |
| Corporación Tuluá         | Ecuador  | 2004      |
| Deportes Quindío          | Colombia | 2005      |

## Estadísticas

### Clubes
| Club                              | Div.          | Temporada     | Liga  | Liga  | Liga   | Copas nacionales | Copas nacionales | Copas nacionales | Torneos internacionales | Torneos internacionales | Torneos internacionales | Total | Total | Total  | Media goleadora |
| Club                              | Div.          | Temporada     | Part. | Goles | Asist. | Part.            | Goles            | Asist.           | Part.                   | Goles                   | Asist.                  | Part. | Goles | Asist. | Media goleadora |
| --------------------------------- | ------------- | ------------- | ----- | ----- | ------ | ---------------- | ---------------- | ---------------- | ----------------------- | ----------------------- | ----------------------- | ----- | ----- | ------ | --------------- |
| Deportivo Cali · Colombia         | 1.ª           | 1991          | 10    | 1     | 1      | —                | —                | —                | —                       | —                       | —                       | 10    | 1     | 1      | 0.42            |
| Deportivo Cali · Colombia         | 1.ª           | 1992          | 15    | 3     | 2      | —                | —                | —                | —                       | —                       | —                       | 15    | 3     | 2      | 0.36            |
| Deportivo Cali · Colombia         | 1.ª           | 1993          | 42    | 14    | 8      | —                | —                | —                | —                       | —                       | —                       | 42    | 14    | 8      | 0.41            |
| Deportivo Cali · Colombia         | 1.ª           | 1994          | 49    | 14    | 7      | —                | —                | —                | —                       | —                       | —                       | 49    | 14    | 7      | 0.14            |
| Deportivo Cali · Colombia         | 1.ª           | 1995          | 24    | 12    | 4      | —                | —                | —                | —                       | —                       | —                       | 24    | 12    | 4      | 0.14            |
| Deportivo Cali · Colombia         | 1.ª           | 1995-96       | 52    | 33    | 10     | —                | —                | —                | —                       | —                       | —                       | 52    | 33    | 10     | 0.14            |
| Deportivo Cali · Colombia         | 1.ª           | 1996-97       | 47    | 25    | 11     | —                | —                | —                | 4                       | 4                       | 1                       | 51    | 29    | 12     | 0.14            |
| Villarreal · España               | 2.ª           | 1998          | 4     | 0     | 1      | 1                | 0                | 0                | —                       | —                       | —                       | 5     | 0     | 1      | 0.67            |
| Villarreal · España               | Total club    | Total club    | 4     | 0     | 1      | 1                | 0                | 0                | 0                       | 0                       | 0                       | 5     | 0     | 1      | 0.67            |
| Universidad de Chile · Chile      | 1.ª           | 1998          | 20    | 1     | 2      | —                | —                | —                | 3                       | 1                       | 2                       | 23    | 2     | 4      | 0.17            |
| Universidad de Chile · Chile      | 1.ª           | 1999          | 12    | 3     | 1      | —                | —                | —                | 2                       | 1                       | 1                       | 14    | 4     | 2      | 0.08            |
| Universidad de Chile · Chile      | Total club    | Total club    | 37    | 5     | 5      | 0                | 0                | 0                | 0                       | 0                       | 0                       | 37    | 6     | 6      | 0.14            |
| Deportivo Cali · Colombia         | 1.ª           | 1999          | 13    | 3     | 5      | —                | —                | —                | —                       | —                       | —                       | 13    | 3     | 5      | 0.29            |
| Deportivo Cali · Colombia         | Total club    | Total club    | 24    | 7     | 5      | 0                | 0                | 0                | 0                       | 0                       | 0                       | 256   | 109   | 49     | 0.29            |
| Independiente Santa Fe · Colombia | 1.ª           | 2000          | 39    | 8     | 2      | —                | —                | —                | —                       | —                       | —                       | 39    | 8     | 2      | 0.29            |
| Independiente Santa Fe · Colombia | Total club    | Total club    | 39    | 8     | 2      | 0                | 0                | 0                | 0                       | 0                       | 0                       | 39    | 8     | 2      | 0.29            |
| América de Cali · Colombia        | 1.ª           | 2001          | 35    | 10    | 3      | —                | —                | —                | 12                      | 4                       | 4                       | 47    | 14    | 7      | 0.53            |
| América de Cali · Colombia        | 1.ª           | 2002          | 18    | 4     | 5      | —                | —                | —                | 10                      | 3                       | 1                       | 28    | 7     | 6      | 0.57            |
| América de Cali · Colombia        | Total club    | Total club    | 58    | 31    | 10     | 0                | 0                | 0                | 0                       | 0                       | 0                       | 75    | 21    | 13     | 0.54            |
| Alianza Lima · Perú               | 1.ª           | 2003          | 5     | 0     | 0      | 1                | 0                | 0                | 2                       | 0                       | 0                       | 8     | 0     | 0      | 0.50            |
| Alianza Lima · Perú               | Total club    | Total club    | 5     | 0     | 0      | 1                | 0                | 0                | 2                       | 0                       | 0                       | 8     | 0     | 0      | 0.50            |
| C. D. Tuluá · Colombia            | 1.ª           | 2004          | 10    | 0     | 2      | —                | —                | —                | —                       | —                       | —                       | 10    | 0     | 2      | 0.25            |
| C. D. Tuluá · Colombia            | Total club    | Total club    | 10    | 0     | 2      | 0                | 0                | 0                | 0                       | 0                       | 0                       | 10    | 0     | 2      | 0.25            |
| Deportes Quindío · Colombia       | 1.ª           | 2005          | 13    | 1     | 0      | —                | —                | —                | —                       | —                       | —                       | 13    | 1     | 0      | 0.25            |
| Deportes Quindío · Colombia       | Total club    | Total club    | 13    | 1     | 0      | 0                | 0                | 0                | 0                       | 0                       | 0                       | 13    | 1     | 0      | 0.25            |
| Total carrera                     | Total carrera | Total carrera | 436   | 200   | 101    | 119              | 74               | 33               | 28                      | 9                       | 4                       | 443   | 145   | 74     | 0.49            |

### Selección
| Selección         | Temporada     | Amistosos | Amistosos | Amistosos | Sudamérica | Sudamérica | Sudamérica | Mundial | Mundial | Mundial | Total | Total | Total  | Media goleadora |
| Selección         | Temporada     | Part.     | Goles     | Asist.    | Part.      | Goles      | Asist.     | Part.   | Goles   | Asist.  | Part. | Goles | Asist. | Media goleadora |
| ----------------- | ------------- | --------- | --------- | --------- | ---------- | ---------- | ---------- | ------- | ------- | ------- | ----- | ----- | ------ | --------------- |
| Adulta · Colombia | 1996          | 3         | 0         | 1         | —          | —          | —          | —       | —       | —       | 3     | 0     | 1      | 0.00            |
| Adulta · Colombia | 1997          | —         | —         | —         | 2          | 0          | 0          | —       | —       | —       | 2     | 0     | 0      | 0.00            |
| Adulta · Colombia | 1999          | 3         | 0         | 0         | 1          | 0          | 0          | —       | —       | —       | 4     | 0     | 0      | 0.38            |
| Adulta · Colombia | Total         | 2         | 0         | 0         | 7          | 3          | 2          | 0       | 0       | 0       | 9     | 3     | 2      | 0,33            |
| Total carrera     | Total carrera | 2         | 0         | 0         | 7          | 3          | 2          | 0       | 0       | 0       | 9     | 0     | 1      | 0,33            |

## Palmarés

### Campeonatos nacionales
| Título              | Club                 | País     | Año     |
| ------------------- | -------------------- | -------- | ------- |
| Primera División    | Deportivo Cali       | Colombia | 1995-96 |
| Copa Chile          | Universidad de Chile | Chile    | 1998    |
| Primera División    | América de Cali      | Colombia | 2001    |
| Torneo Apertura     | América de Cali      | Colombia | 2002    |
| Campeonato Nacional | Alianza Lima         | Perú     | 2003    |